# 人恋酒
人恋酒（ひとこいざけ）は、美空ひばりのシングル。1981年10月1日に日本コロムビアから発売された。

## 概要
- 芸能生活35周年を迎えた年に弟・かとう哲也の初プロデュース[2]で発売され、1980年「おまえに惚れた」、1981年「恋女房」に続く、たかたかし・徳久広司コンビの作品である。
- ひばりは楽曲をレコーディングする際、本番前のテストテイクと本番録りの2回だけでレコーディングを済ませることが多かったが、本曲は同曲のプロデュースを担当した境弘邦（現・ミュージックグリッド代表取締役社長）の判断で、テストテイクの方を商品化している。
- 1981年の第7回日本演歌大賞で特別功労賞を受賞した際にも、「剣ひとすじ」と共に、発売前の同曲が披露された。大賞当日は大阪で舞台に出ていたため出席できず、別日にTBSのスタジオで収録されたVTRが放映された。玉置宏の司会進行で、制定委員長の吉田正から表彰され、記念のトロフィーとこけしが贈られた。玉置は「生きる日々のうちに人は皆、心に傷を受けていきます。深い痛みを知ってこそ、全ての人の胸にその歌声は届くのでしょう。心の底をじっと見つめて歌う『人恋酒』です。」と紹介している。
- 1982年2月25日には「人恋酒」をメインとしたオリジナル及びカバー・アルバム「人恋酒〜最新演歌名曲名唱集」が発売され、2000年11月18日には「美空ひばり復刻盤2」として再発売された。他アーティストのヒットナンバーの数々を、独特のひばり節で歌い上げているとても斬新なアルバムになっている[3]。
- B面「おんなの涙」は明るい曲調の作品であり、ひばりは1982年5月2日に開かれた博多どんたくの前夜祭に出演[4]した際には同曲を披露。当日のひばりは風邪をひいており喉のコンディションが万全の状態ではなかったが、発売前に先行歌唱された「裏町酒場」や往年のヒット曲と共に歌声を聴かせた。
- カラオケ本人映像は1988年11月29日に「ひとりぼっち」「おまえに惚れた」「裏町酒場」「私は街の子」「悲しい酒」「ある女の詩」「悲しき口笛」と共に撮影され[5]、現在でもDAMでその頃のひばりの姿が映し出されている。

## 収録曲
両曲共／作詞：たかたかし、作曲：徳久広司、編曲：斉藤恒夫
1. 人恋酒
2. おんなの涙

## アルバム「人恋酒〜最新演歌名曲名唱集」収録曲（1982年2月25日発売）
1. 人恋酒
2. 哀愁の高山（竜鉄也のカバー）
3. 風雪ながれ旅（北島三郎のカバー）
4. 夫婦舟（三笠優子のカバー）
5. ふたり酒（川中美幸のカバー）
6. 舟唄（八代亜紀のカバー）
7. みちのくひとり旅（山本譲二のカバー）
8. 大阪しぐれ（都はるみのカバー）
9. 奥飛騨慕情（竜鉄也のカバー）
10. 人生かくれんぼ（五木ひろしのカバー）
11. 他人酒（渥美二郎のカバー）
12. おんなの涙

## アルバム「裏町酒場」収録曲（1982年7月21日発売）
1. 裏町酒場
2. 人恋酒
3. おまえに惚れた
4. 恋女房
5. おんなの涙
6. 時雨の宿
7. 哀愁の高山（竜鉄也のカバー）
8. 人生かくれんぼ（五木ひろしのカバー）
9. 大阪しぐれ（都はるみのカバー）
10. 夫婦舟（三笠優子のカバー）
11. ふたり酒（川中美幸のカバー）
12. 奥飛騨慕情（竜鉄也のカバー）

## アルバム「夢ひとり」収録曲（1985年8月21日発売）
1. 夢ひとり
2. ビロードの夜
3. 冬のくちびる
4. 残侠子守唄
5. 裏町酒場
6. 人恋酒
7. おまえに惚れた
8. 真赤な太陽
9. 悲しい酒
10. 柔
11. ひばりの佐渡情話
12. 港町十三番地
13. リンゴ追分
14. 悲しき口笛